# UN-Klimakonferenz in Belém 2025

Logo der COP 30

Die UN-Klimakonferenz 2025 in Belém (COP 30, United Nations Framework Convention on Climate Change, 30th Conference of the Parties, auch 30. Weltklimakonferenz) findet statt vom 10. bis 21. November des Jahres im brasilianischen Belém, Hauptstadt des Bundesstaats Pará.

## Themen
Auf der COP 30 sollen  z. B. nationale Umsetzungspläne der Erkenntnisse des Global Stocktake 2023 besprochen und ausgewertet werden.

## Vorfeld
Auf einem Treffen der zehn BRICS-Staaten Anfang Juli 2025 wurde deren Unterstützung zur Einrichtung eines eigenen Regenwald-Klima-Fonds auf der COP 30 beschlossen.